# Ташли-Тала
Ташли-Тала (рос. Ташли-Тала) — село у Лескенському районі Кабардино-Балкарії Російської Федерації.
Орган місцевого самоврядування — сільське поселення Ташли-Тала. Населення становить 641 особа.

## Історія
Згідно із законом від 27 лютого 2005 року органом місцевого самоврядування є сільське поселення Ташли-Тала.

## Населення
| 2002 | 2010 | 2012 | 2013 | 2014 | 2015 | 2016 |
| ---- | ---- | ---- | ---- | ---- | ---- | ---- |
| 730  | ↘641 | ↗649 | ↘644 | ↘643 | →643 | ↗646 |
| 2017 | 2018 | 2019 | 2020 |      |      |      |
| ↗654 | ↘649 | ↗655 | ↗663 |      |      |      |